# AdSense

Phần AdSense trong một trang web

AdSense là một dịch vụ quảng cáo trực tuyến của Google. Người viết web hay thậm chí là cả blog có thể đăng ký vào chương trình này để đăng các quảng cáo dưới dạng văn bản, hình ảnh, và mới đây là cả video trên trang web của mình. Những mẩu quảng cáo này được điều phối bởi Google và tạo ra lợi nhuận trên nguyên tắc tính tiền cho mỗi cú nhấp chuột hoặc cho mỗi ấn tượng. Google đã thử nghiệm beta cho dịch vụ dựa trên tính tiền cho mỗi hành động nhưng đã ngừng cung cấp nó vào tháng 10 năm 2008 để chuyển sang cung cấp DoubleClick (thuộc sở hữu của Google).
Google sử dụng công nghệ tìm kiếm của mình để đưa ra các đường dẫn quảng cáo tương thích với nội dung, nơi ở của người truy cập, ngôn ngữ cũng như nhiều yếu tố khác của trang web sử dụng AdSense. Những người muốn đăng quảng cáo thông qua hệ thống AdSense thì có thể đăng ký thông qua Google Ads. AdSense đã trở thành dịch vụ quảng cáo trực tuyến phổ biến nhất nhờ vào "hòa hợp" của nội dung quảng cáo với nội dung của trang web, khác hẳn cách quảng cáo dùng banner vẫn phổ biến trước đây. Ngoài ra vị trí đặt các links quảng cáo của AdSense cũng không gây khó chịu đối với người truy cập trang như với các banners.
AdSense sử dụng mã JavaScript để đưa nội dung quảng cáo vào trang web thành viên. Nếu đoạn mã này được chèn vào một trang web mà Mediabot chưa khảo sát được thì, để cho có vẻ tử tế với người đăng ký làm thành viên của AdSense, nó sẽ tạm thời đưa ra một đoạn quảng cáo vì mục đích từ thiện (Public Service Announcement (PSA) hay Community Service Announcement (CSA)). (Chú ý rằng Mediabot là một bộ khảo sát độc lập với Googlebot chỉ quản lý danh mục tìm kiếm của Google.)
Rất nhiều trang web sử dụng AdSense để kiếm tiền từ nội dung của nó và cũng nhiều chủ trang web nỗ lực để tăng thu nhập từ AdSense. Họ làm điều này bằng 3 cách:
1. Sử dụng nhiều loại kỹ thuật tạo ra lưu lượng thông tin chuyển đến và đi từ trang web của họ bằng (nhưng không chỉ có) quảng cáo trên mạng! Viết ra những bài hay cũng là một cách làm hiệu quả.
2. Xây dựng những nội dung có giá trị trên trang của họ nhằm tạo sức hút đối với các quảng cáo AdSense mang lại nhiều tiền khi được click lên đó hoặc là hover qua ads.
3. Sử dụng nhiều hình thức khác nhau để khuyến khích người truy cập nhấp lên đường dẫn quảng cáo. Cũng nên lưu ý rằng Google cấm người dùng AdSense sử dụng các câu tương tự như "Click on my AdSense ads" (Hãy nhấp lên quảng cáo của tôi) để tăng số lần nhấn trên tài khoản AdSense. Những câu được chấp nhận là "Sponsored Links" (Đường dẫn được tài trợ) hay "Advertisement" (Quảng cáo).

Nguồn chi trả cho người dùng AdSense đến từ chương trình AdWords. Còn cơ chế tính tiền đăng quảng cáo đối với người dùng AdWords khá phức tạp và được dựa trên một kiểu đấu giá kín mà người đặt giá cao nhất phải chi ra số tiền bằng số tiền đặt giá cao thứ hai (đấu giá Vickrey).

## Lịch sử
Cơ chế hoạt động bên trong AdSense được điều chỉnh từ công nghệ của WordNet và Simpli, một công ty được xây dựng bởi người sáng lập ra Wordnet - Geoge A. Miller - và một số giáo sư và sinh viên tốt nghiệp từ Đại học Brown, trong đó có cả James A. Anderson, Jeff Stibel và Steve Reiss. Một dạng biến thể khác của kỹ thuật này sử dụng Wordnet được phát triển bởi Oingo, một công ty tìm kiếm trên mạng nhỏ có trụ sở tại Santa Monica được thành lập vào năm 1998. Oingo chủ yếu dựa trên tìm kiếm về mặt ngữ nghĩa thay vì tìm kiếm thô theo kiểu dò tìm chuỗi. Nói nôm na là cách tìm kiếm do Oingo đưa ra tỏ ra thông minh hơn. Điều này giúp cho các kết quả được trả về phù hợp hơn với mong muốn của người tìm kiếm. Oingo sau đó đã đổi tên thành Applied Semantics, sau này được mua bởi Google với giá 102 triệu dollars vào tháng 4 năm 2003 để thay thế một hệ thống tương tự đang được họ phát triển. Đến đầu năm 2005, AdSense chiếm khoảng 15% tổng doanh thu của Google.

## AdSense dành cho feeds
Vào tháng 5 năm 2005, Google đã đưa ra AdSense dành cho feeds (Adsense for feeds), một phiên bản của AdSense chạy trên feeds RSS và Atom đã có trên 100 người đăng ký. Theo blog chính thức của Google, "những người cần quảng cáo giờ đây đã có những mẩu quảng cáo của họ đặt trên feeds, người phát hành feeds được trả tiền và người đọc feed sẽ nhìn thấy những mẫu quảng cáo liên quan đến nội dung của feeds".
AdSense dành cho feeds hoạt động bằng cách chèn các hình ảnh vào trong feeds. Khi hình ảnh được đọc bởi trình nhận feeds, Google sẽ ghi nội dung quảng cáo vào đó tùy theo nội dung của feeds bao quanh hình ảnh. Khi người dùng nhấp chuột vào hình ảnh đó thì họ sẽ được dẫn đến trang web của người đăng quảng cáo giống như quảng cáo AdSense thông thường.

## AdSense dành cho tìm kiếm
Đây là chương trình đi kèm với AdSense thông thường, AdSense dành cho tìm kiếm (AdSense for search) cho phép người viết web đặt một hộp tìm kiếm của Google trên chính trang web của họ. Khi người dùng tìm kiếm bằng chính những hộp tìm kiếm này, Google sẽ chia sẻ phần tiền thu được từ những truy vấn tìm kiếm được thực hiện từ website của người đặt hộp tìm kiếm đó. Tuy nhiên người tham gia chỉ được trả tiền khi những đường dẫn quảng cáo trên phần kết quả được nhấp vào. Google không trả tiền cho những cú nhấp chuột trên kết quả tìm kiếm thông thường.

## Cách thức hoạt động của AdSense
Mỗi lần khách truy cập vào trang có nhúng AdSense, một mẩu JavaScript sẽ viết một thẻ iframe (một đoạn mã để nhúng một nội dung ngoài lên nội dung chính của trang). Javascript cho phép tìm ra những từ khóa chính trong nội dung của trang để rồi sẽ tìm kiếm trong bộ nhớ đệm ở máy chủ của Google một tập hợp các từ khóa tương thích với mức độ sử dụng cao. Nếu từ khóa đã được lưu trong bộ đệm, các mẩu quảng cáo sẽ được đưa ra dựa trên hệ thống đấu giá của AdWords.

## Lạm dụng
Một số chủ trang web tạo ra những trang chuyên dùng để thu hút những người tìm kiếm với Google và các cỗ máy tìm kiếm khác để họ nhấp chuột lên các đường dẫn quảng cáo nhằm kiếm tiền. Những trang ma này thường chẳng có nội dung gì đặc sắc nhưng lại chứa một lượng lớn các liên kết chồng chéo và những nội dung tự động (ví dụ như một thư mục với nội dung lấy từ Open Directory Project, hoặc vơ vét nội dung từ các trang web khác dựa vào nội dung của RSS). Có lẽ phần lớn kiểu "nông trại AdSense" này là các splogs ("Spam blogs") tập trung chủ yếu vào những từ khóa được trả tiền quảng cáo cao. Phần lớn những sites sử dụng nội dung có từ các sites nổi tiếng khác như Wikipedia để thu hút người truy cập. Những hành vi kiểu này có thể được xem như một dạng spam tìm kiếm (search engine spam) và cần phải được thông báo cho Google.
Người ta cũng đã phát hiện ra một số loại Trojans tạo ra những quảng cáo Google giả được định dạng giống như thật. Những Trojan này sẽ được bí mật tải về máy tính thông qua trang web và sau đó thay thế các quảng cáo thật bằng những quảng cáo nguy hiểm.

## Chỉ trích
Do những vấn đề liên quan đến các nhấp chuột giả tạo, Google AdSense đã bị chỉ trích bởi một số công ty có website được tối ưu hóa nhằm xuất hiện trong Top đầu các kết quả tìm kiếm do số lượng quá lớn các nhấp chuột không có thực được các công ty đối thủ sử dụng để làm tăng chi phí quảng cáo của họ. Chính vì thế mà không ít các websites thành viên AdSense đã bị chặn bởi Google mặc dù không ít trong số đó cho rằng họ hoàn toàn chơi đúng luật của Google AdSense.
Để chống lại click giả, người đăng quảng cáo có thể chọn sử dụng một số các chương trình dò tìm click. Đây một dạng chương trình để xác định người truy cập. Chúng cho phép hiển thị các thông tin chi tiết về những người truy cập và click trên quảng cáo AdSense. Những người đăng quảng cáo có thể sử dụng những thông tin này để xác định xem mình có đúng là nạn nhân của click ảo hay không. Có rất nhiều kịch bản (script) dạng này được bán tuy nhiên cũng có một chương trình mã nguồn mở có cùng chức năng là AdLogger.
Google cũng bị chỉ trích vì cho phép các nhà quảng cáo AdWords lạm dụng thương hiệu. Năm 2004, Google bắt đầu cho phép nhà quảng cáo đấu giá trên bất kỳ thuật tìm kiếm nào, gồm cả thương hiệu của đối thủ cạnh tranh.
Cách thức thanh toán của Google cho người tham gia chương trình đăng quảng cáo cũng bị chỉ trích khá nhiều. Theo quy định của Google, người đăng quảng cáo chỉ được chi trả khi đã gom đủ số tiền ít nhất là 100 đô la Mỹ. Trong khi đó đối với những người tham gia không có tầm cỡ thì để có được 100 dollars họ phải mất một khoảng thời gian rất dài, thậm chí là hàng năm.